# Ветсавія
Ветса́вія, Вірса́вія (Бат Ше́ва, івр. בת שבע — «дочка клятви») — за Старим Завітом, дочка Еліяма, дружина Урії Хетеянина, дружина царя Давида, мати царя Соломона.

## Біблійна історія
Згідно з розповіддю Другої книги Самуїла, Ветсавія була жінкою рідкісної краси. Цар Давид, прогулюючись дахом свого палацу, побачив її внизу, коли вона купалася. Її чоловік, Урія Хетеянин, перебував у той час далеко від дому на службі в Давидовій армії. Ветсавія не намагалася спокусити царя, про що свідчить біблійний текст. Але Давид зажадав її краси і наказав, щоб її доставили в палац. У результаті — вона завагітніла. У той час її чоловік був далеко з військом, яке тримало облогу міста Равви. Давид наказав повернути Урію до Єрусалиму з надією, що той зійдеться з дружиною та не зауважить її скорої вагітності. Проте Урія, прибувши до Єрусалиму, навіть не переступив порогу свого будинку і поспішив повернутися до своїх солдатів, що проводили бойові дії. Тому пізніше Давид написав Йоаву — командиру армії Урії лист, в якому наказав: «Постав Урію в найгарячішому бою спереду, і відступіть від нього, щоб він був убитий і вмер.» (2 Сам. 11:15). Так і сталося. Давид згодом одружився з Ветсавією. Проте дитина прожила всього кілька днів. Давид пізніше каявся у скоєному. Ця історія послужила сюжетом для багатьох відомих живописних полотен.
При всьому своєму високому становищі найкоханішої з Давидових дружин Ветсавія трималася в тіні й поводила себе гідним чином. Давид коронував Соломона, її сина. Ветсавія була мудрою жінкою і завжди сподівалася на Бога. Давидові вона стала вірною і люблячою дружиною, гарною матір'ю своїм дітям (Соломону й Натану).
Псалом 50 царя Давида, написаний ним як покаянна молитва за вбивство благочестивого Урії Хетеянина задля заволодіння його дружиною Ветсавією (Пс. 50:1-2). Один із найбільш використовуваних псалмів у богослужіннях та молитовних правилах.

## У мистецтві
- Ветсавія (картина Мемлінга)
- Ветсавія з листом від царя Давида (Рембрандт)

## У літературі
- Ветсавія — роман П'єра Бенуа (1938)
- Ветсавія — роман Торґні Ліндґрена (1986)
- Ветсавія (фр. Bethsabée : Ou L'Eloge de l'adultère) — роман Марека Гальтера

## У кіно
- Образ Ветсавії з'являвся в різних фільмах за Біблійною тематикою, а саме: у фільмах «Соломон» і «Давид» 1997 років, кінокомпанії Five Mile River Films.

## Астрономія
592 Батшева (592 Bathseba) — астероїд головного поясу, відкритий 18 березня 1906 року Максом Вольфом.